# Сказ (квартет)
Русский концертный квартет «Сказ» — камерный коллектив русских народных инструментов, основоположник ансамблевого народно-инструментального эстрадного исполнительства в СССР. Организован в 1973 году, активно пропагандирует русскую народную и классическую музыку.
Состав инструментов: домра малая (прима), домра-альт, балалайка-прима, балалайка-бас.

## История
Квартет — автор многих фондовых записей на радио и телевидении, а также семи сольных пластинок и компакт-дисков. Первый в СССР Компакт-диск был записан Квартетом СКАЗ, CD «Balastoika», издан в Нидерландах (1989). В 1994 году, в Будапеште, совместно со сводным симфоническим оркестром исполнителей из Германии, США, Венгрии, квартет «СКАЗ» записал музыку к кинофильму «Екатерина Великая» (производство США-Германия), а в 1995 году — музыку к кинофильму «Индиана Джонс и Лев Толстой» (США). В 2000 году принимал участие в международном проекте выпуска компакт-диска с танцевальной программой, для которого квартетом было записано 14 пьес (Компания «PAN Records» Netherlands). В 2009 году Компания «Российский Диск», бывшая Всесоюзная Студия грамзаписи выпустила новый альбом Квартета «СКАЗ Русский концертный квартет». В 2016 году квартет записал песни для саундтрека к фильму «Красный русский». В 2017 году, опять же впервые в исполнительстве на русских народных инструментах, Квартет СКАЗ записывает новый альбом «Чай из Самовара», в котором звучит Иранская народная музыка (США).

## Награды и премии
Квартет «СКАЗ» — лауреат Первого Московского конкурса артистов эстрады, лауреат премии Ленинского комсомола, коллектив награждён почётными грамотами Министерства Культуры Монголии, Таджикистана, Армении, Якутии, Узбекистана, дипломами Королевства Непал, Академии военно-морского флота Венесуэлы, Польской Почётной наградой медалью Адама Мицкевича и Александра Пушкина, международной музыкальной наградой «Золотая Звезда» (International Award «Golden» Star in Russian Folk Music Instruments, New York, 2008), грамотой Командующего Войск в Северо-Кавказском регионе, имеет Благодарность Федеральной Службы Охраны Российской Федерации…
В 1985 году ансамбль удостоен  Премии Ленинского комсомола за высокое исполнительское мастерство и пропаганду народного творчества среди молодёжи.
«Своей творческой и общественной деятельностью квартет снискал большую популярность и признание у широкой аудитории любителей музыкального искусства» .
Иосиф Кобзон отмечал в качестве характерных особенностей коллектива «единое дыхание, безукоризненный вкус и необычайно широкий по своей разноплановости исполнительский диапазон».

## Статьи
- Квартет-легенда. Вот и весь «Сказ». Статья Александра Марчаковского, 2012. Часть первая, Часть вторая.
- Статья Анатолия Журина к 35-летнему юбилею Квартета, газета Московская правда, 2010
- Книга «Имена нашего времени», рубрика «Преображенка», Москва 2003, автор книги Татьяна Калмыкова
- На странице сайта Совета Федерации
- Ансамбль неудачников. Фильм-концерт, 1976. В фильме принимают участие Алла Пугачева, А. Елизаров, Г. Лейбель и В. Никольский, квартет «Сказ»
- Эстрада в России. XX век Авторы: Елизавета Уварова, Москва 2004
- Международная энциклопедия оркестров и ансамблей русских народных инструментов: А. И. Пересада. — Краснодар: М.Всероссийское музыкальное общество, 2004.